# Ciencia de la información

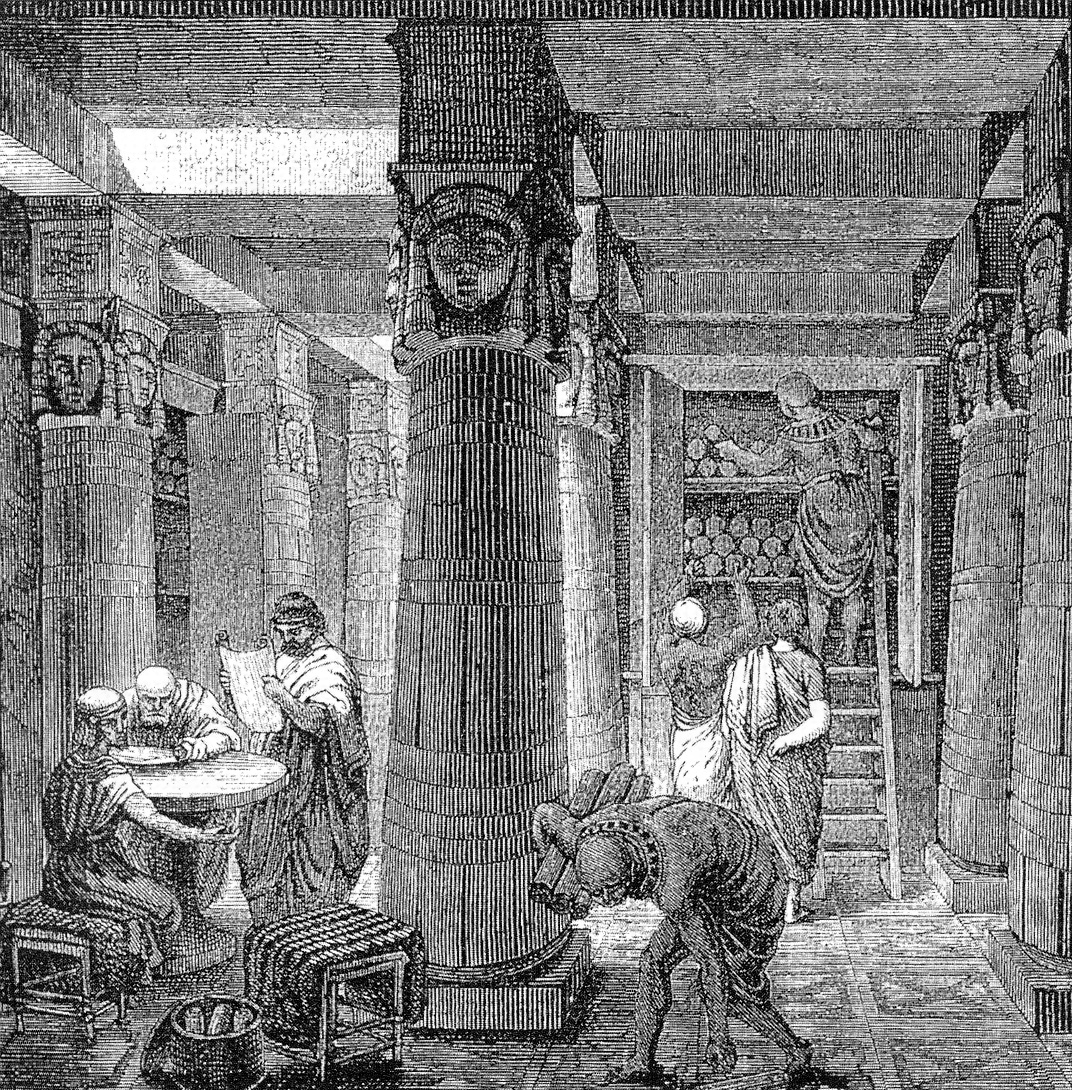
Representación artística del interior de la Biblioteca de Alejandría, con base en algunas evidencias arqueológicas (O. Von Corven).

La Ciencia de la Información, documentología o informatología es un campo académico interdisciplinario que se ocupa del análisis, recolección, clasificación, uso, almacenamiento, recuperación, difusión y protección de la información. Estas prácticas proporcionan el estudio y aplicación de la información y el conocimiento en organizaciones, interacción entre personas y los sistemas de información con el fin de entender los flujos y el comportamiento de la información.
Suele relacionarse con otras áreas del conocimiento como la Ingeniería en sistemas de información, Ciencia de datos, Ciencias de la comunicación, Ciencias de administración y gestión,
la Museología, Archivística y la Biblioteconomía. La relación entre estos conceptos se debe a que  en estas áreas del conocimiento, la información es un punto de convergencia, independientemente de su mediación con las nuevas tecnologías.

## Antecedentes
La aparición de la ciencia de la información es propia del siglo XX aunque no se puede explicar si no fuera por los acontecimientos propios de este siglo que propiciaron su surgimiento. Estos acontecimientos están relacionados con los mecanismos de comunicación en la ciencia y las necesidades de diseminar y recuperar información de las diferentes disciplinas científicas. Los procesos naturales de la producción y divulgación del conocimiento científico implicaron un aumento en la información disponible y con ello los medios para tratar la información: identificar, analizar, clasificar y recuperar.
El entorno informacional que emerge a inicios del siglo XX a partir de acciones propiciadas desde las últimas décadas del siglo XIX, entre ellas la creación de la Documentación como un área del conocimiento a cargo de Paul Otlet y Henry La Fontaine. Resultado del análisis y los medios para abordar el problema de controlar la acelerada producción documental de las ciencias. La Documentación se propone como una evolución a los métodos de la "vieja Biblioteconomía".
En 1934 se publica el Tratado de la documentación en donde se establecen las diferencias entre libro y documento, entendiendo a este último desde un concepto más amplio y universal. Se ve necesario el manejo y procesamiento de nuevos formatos como las fotografías, diapositivas, fotocopias, películas y programas de radio. Se presenta al documento como "algo que transmite información principalmente escritos de todo tipo, pero también 'cosas' que dependen de los usos a los que conceptualmente fueron destinados".

## Fundamentos

### Ámbito y enfoque
La ciencia de la información se centra en comprender problemas desde la perspectiva de las partes implicadas y, a continuación, aplicar la información y otras tecnologías según sea necesario. En otras palabras, aborda primero los problemas sistémicos antes que las piezas individuales de tecnología dentro de ese sistema. En este sentido, se puede ver la ciencia de la información como una respuesta al determinismo tecnológico, la creencia de que la tecnología "se desarrolla por sus propias leyes, que realiza su propio potencial, limitada sólo por los recursos materiales disponibles y la creatividad de sus desarrolladores. Por lo tanto, debe considerarse como un sistema autónomo que controla y, en última instancia, impregna todos los demás subsistemas de la sociedad"
Muchas universidades tienen facultades, departamentos o escuelas enteras dedicadas al estudio de las ciencias de la información, mientras que numerosos especialistas en ciencias de la información trabajan en disciplinas como comunicación, sanidad, informática, derecho y sociología. Varias instituciones han formado un grupo de escuelas de ciencias de la información (véase Lista de escuelas de ciencias de la información), pero muchas otras también se dedican a las ciencias de la información.
Dentro de la ciencia de la información, temas de actualidad al 2013 incluyen:
- Interacción persona-ordenador para la ciencia
- Groupware
- Web semántica
- Diseño sensible al valor
- Diseño iterativo procesos
- Las formas en que las personas generan, utilizan y encuentran información

### Definiciones
El primer uso conocido del término "ciencia de la información" fue en 1955. Una definición temprana de ciencia de la información (que se remonta a 1968, año en que el American Documentation Institute se renombró como la American Society for Information Science and Technology) establece:
La ciencia de la información es la disciplina que investiga las propiedades y el comportamiento de la información, las fuerzas que gobiernan el flujo de información y los medios de procesar la información para optimizar su accesibilidad y utilidad. Se ocupa del conjunto de conocimientos relacionados con el origen, la recopilación, la organización, el almacenamiento, la recuperación, la interpretación, la transmisión, la transformación y la utilización de la información. Incluye la autenticidad de las representaciones de la información en sistemas naturales y artificiales, el uso de códigos para la transmisión eficaz de mensajes y el estudio de los dispositivos y técnicas de procesamiento de la información, como los ordenadores y sus sistemas de programación. Se trata de una ciencia interdisciplinar derivada y relacionada con campos como las matemáticas, la lógica, la lingüística, la psicología, la informática, la investigación operativa, las artes gráficas, las comunicaciones, la gestión y otros campos similares. Tiene tanto un componente de ciencia pura, que indaga sobre el tema sin tener en cuenta su aplicación, como un componente de ciencia aplicada, que desarrolla servicios y productos". (Borko, 1968, p.3).

#### Términos relacionados
Algunos autores utilizan informática como sinónimo de ciencia de la información. Esto es especialmente cierto cuando se relaciona con el concepto desarrollado por A. I. Mikhailov y otros autores soviéticos a mediados de la década de 1960. La escuela de Mijailov veía la informática como una disciplina relacionada con el estudio de la información científica.
La informática es difícil de definir con precisión debido a la rápida evolución y a la naturaleza interdisciplinar del campo. En los programas académicos de Informática están surgiendo definiciones que dependen de la naturaleza de las herramientas utilizadas para obtener información significativa a partir de los datos.
Las diferencias regionales y la terminología internacional complican el problema. Algunas personas señalan que gran parte de lo que hoy se denomina "Informática" antes se llamaba "Ciencia de la Información", al menos en campos como la Informática Médica. Por ejemplo, cuando los bibliotecarios empezaron a utilizar también la expresión "Ciencia de la Información" para referirse a su trabajo, surgió el término "informática":
- en Estados Unidos, como respuesta de los informáticos para distinguir su trabajo del de los bibliotecarios
- en Gran Bretaña, como término para designar una ciencia de la información que estudia los sistemas de tratamiento de la información tanto naturales como artificiales o de ingeniería.

Otro término discutido como sinónimo de "estudios de la información" es "sistemas de información". El libro de Brian Campbell Vickery Information Systems (1973) situaba los sistemas de información dentro de los SI. Ellis, Allen, & Wilson (1999), por otro lado, proporcionaron una investigación bibliométrica describiendo la relación entre dos campos diferentes: "ciencias de la información" y "sistemas de información".

### Filosofía de la información
La filosofía de la información estudia cuestiones conceptuales que surgen en la intersección de psicología, informática, tecnología de la información y filosofía. Incluye la investigación de la naturaleza conceptual y los principios básicos de la información, incluyendo su dinámica, utilización y ciencias, así como la elaboración y aplicación de metodologías teóricas de la información y computacionales a sus problemas filosóficos.

### Ontología
En ciencia y ciencia de la información, una ontología representa formalmente el conocimiento como un conjunto de conceptos dentro de un dominio, y las relaciones entre esos conceptos.  Se puede utilizar para razonar sobre las entidades dentro de ese dominio y se puede utilizar para describir el dominio.
Más concretamente, una ontología es un modelo para describir el mundo que consiste en un conjunto de tipos, propiedades y tipos de relaciones. El contenido exacto de estos elementos varía, pero son los elementos esenciales de una ontología. Por lo general, también se espera que exista un gran parecido entre el mundo real y las características del modelo de una ontología.
En teoría, una ontología es una "especificación formal y explícita de una conceptualización compartida". Una ontología rinde vocabulario compartido y taxonomía que modela un dominio con la definición de objetos y/o conceptos y sus propiedades y relaciones.
Las ontologías son los marcos estructurales para organizar la información y se utilizan en inteligencia artificial, la web semántica, ingeniería de sistemas, ingeniería de software, informática biomédica, biblioteconomía, marcadores empresariales y arquitectura de la información como una forma de representación del conocimiento sobre el mundo o alguna parte de él. La creación de ontologías de dominio también es esencial para la definición y el uso de un marco de arquitectura empresarial.

## Ciencias de la Información Documental
Varios autores sostienen a la "Información documental" como parte autónoma dentro de las Ciencias de la Información, cuya finalidad es ofrecer la organización, conservación, disposición y recuperación de los registros de información cultural, representando la memoria bibliográfica, histórica y cultural en todo tipo de soporte, donde las bibliotecas, los archivos, los centros de documentación y los museos son lugares que custodian y permiten el acceso al patrimonio de la humanidad, y por lo tanto tienen funciones educativas y culturales.

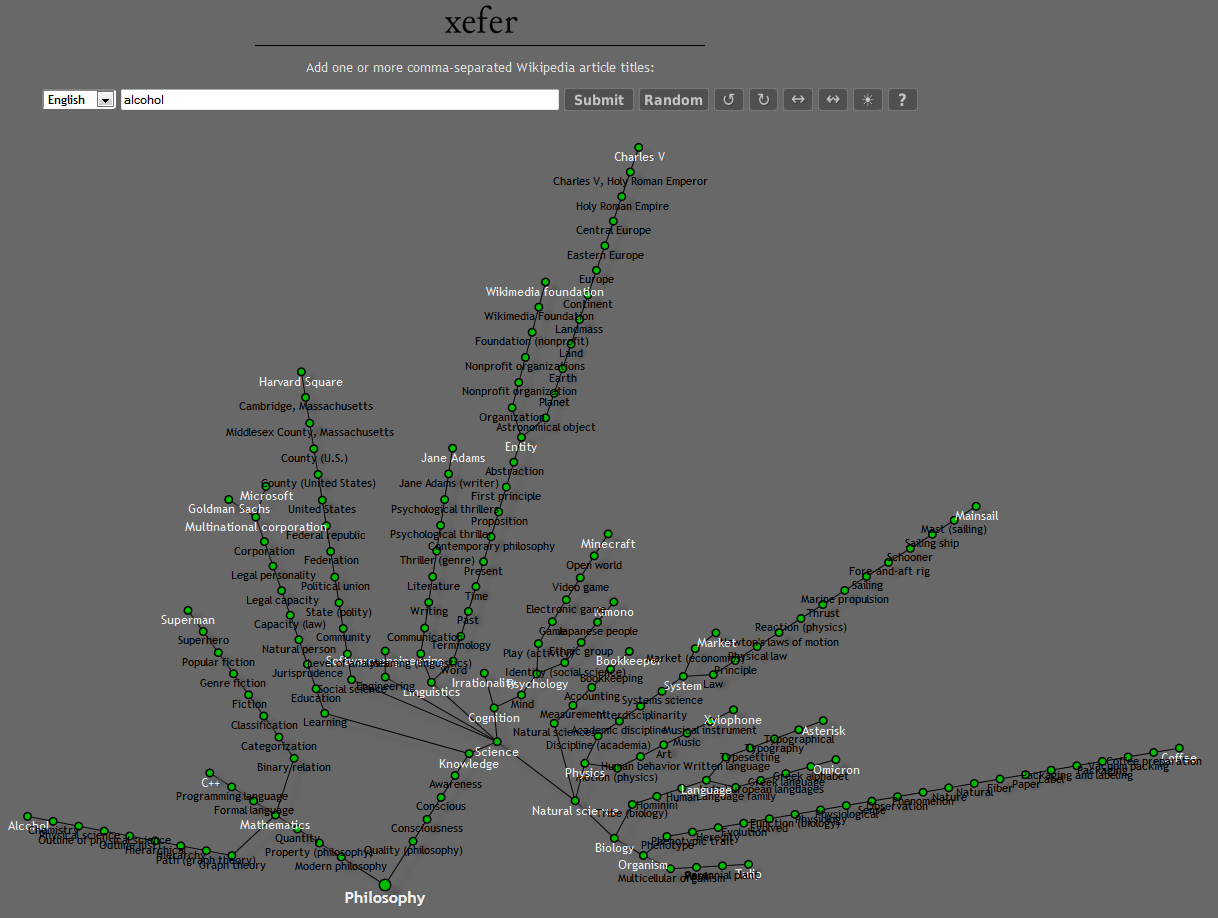
Este gráfico muestra los enlaces entre artículos de Wikipedia. La ciencia de la información incluye estudios sobre cómo los temas se relacionan entre ellos y cómo los lectores relacionan conceptos.

## Otras denominaciones
- Ciencias de la Información y la Comunicación: presentes en Francia y España, cuyos padres fundadores Robert Escarpit y Jean Meyriat (entre otros), se caracteriza por postular la comunicación como un proceso donde la información es el contenido, se fortalecen las herramientas metodológicas propias de esta área como son el análisis de contenidos, de audiencias, estudios bibliométricos e infométricos. Finalmente, hace énfasis en que los profesos relacionados con el estudio de la información y la comunicación están mediados por los aspectos sociales y culturales.
- Informática: denominación dada en 1966, en la desaparecida URSS al campo de estudio encargado de optimizar los procesos de la información científica en exclusiva, mediante su recolección, registro, procesamiento, analítico-sintético, almacenamiento, recuperación y difusión.[19]

## ¿Ciencia o disciplina?
Autores como Ingwersen argumentan que la informatología tiene problemas definiendo sus propias fronteras con respecto a otras disciplinas. De acuerdo a Popper "La ciencia de la información opera intensamente en un océano de aplicaciones prácticas de sentido común, que involucran cada vez más a la computadora... y en las visiones de sentido común del lenguaje, de la comunicación, del conocimiento y de la información, la ciencia de la computación está en un mejor estado.". Otros autores, como Furner, niegan que la ciencia de la información sea una verdadera ciencia. 

## Historia

### Principios

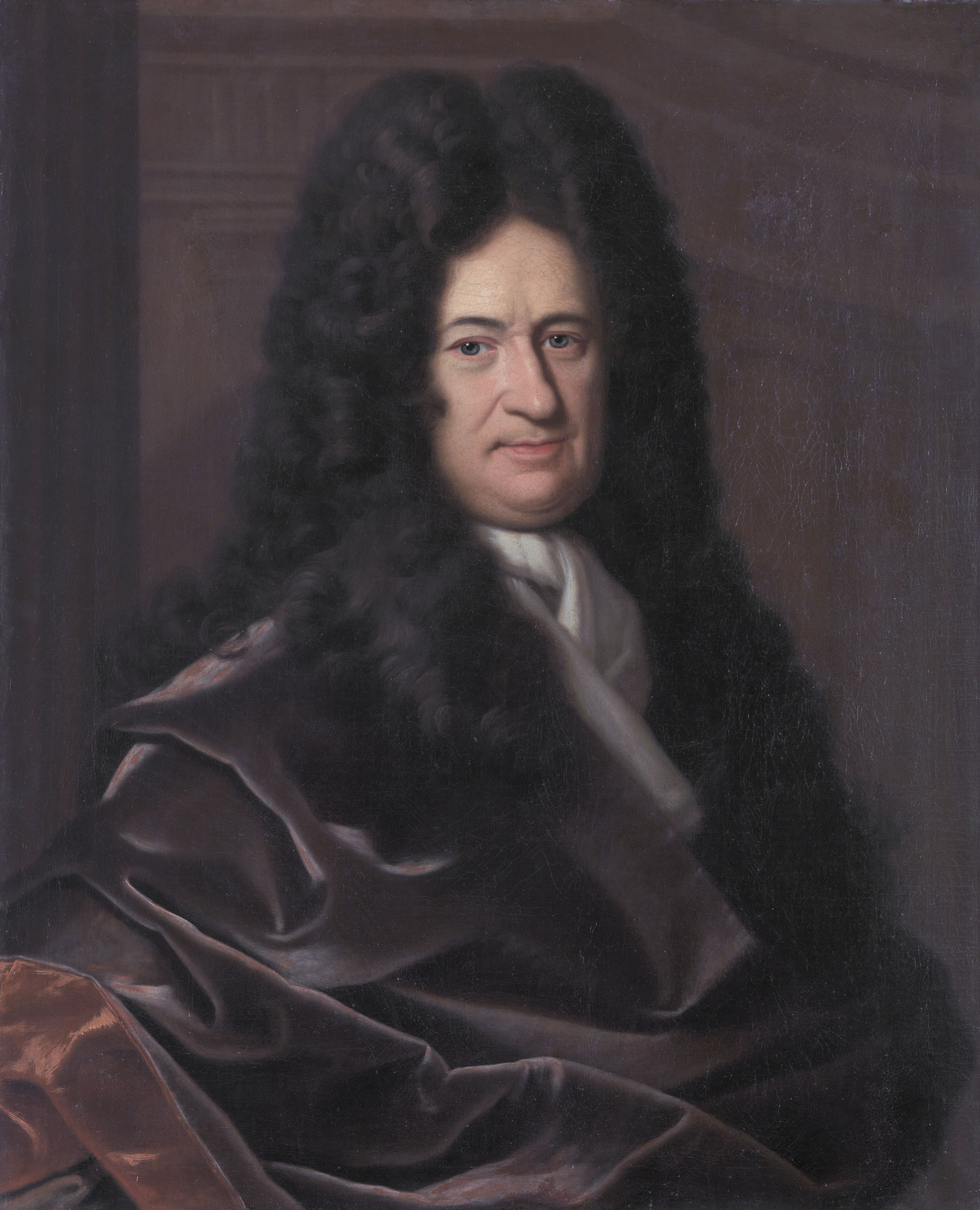
Gottfried Wilhelm Leibniz, polímata alemán que escribió principalmente en latín y francés. Sus campos de estudio fueron Metafísica, Matemáticas, Teodicea.

La ciencia de la información, al estudiar la recopilación, clasificación, manipulación, almacenamiento, recuperación y difusión de la información tiene sus orígenes en el acervo común del conocimiento humano. El análisis de la información ha sido llevado a cabo por estudiosos al menos desde la época del Imperio Asirio con la aparición de los depósitos culturales, lo que hoy se conoce como bibliotecas y archivos. Institucionalmente, la ciencia de la información surgió en el siglo XIX junto con muchas otras disciplinas de las ciencias sociales. Como ciencia, sin embargo, encuentra sus raíces institucionales en la historia de la ciencia, comenzando con la publicación de los primeros números de Philosophical Transactions, generalmente considerada la primera revista científica, en 1665 por la Royal Society (Londres).
La institucionalización de la ciencia se produjo a lo largo del siglo XVIII. En 1731, Benjamin Franklin estableció la Library Company of Philadelphia, la primera biblioteca propiedad de un grupo de ciudadanos públicos, que rápidamente se expandió más allá del ámbito de los libros y se convirtió en un centro de experimentación científica, y que acogió exposiciones públicas de experimentos científicos. Benjamin Franklin invirtió en un pueblo de Massachusetts una colección de libros que el pueblo votó poner a disposición de todos gratuitamente, formando la primera biblioteca pública de los Estados Unidos. Academie de Chirurgia (París) publicó Memoires pour les Chirurgiens, considerada generalmente como la primera revista médica, en 1736. La American Philosophical Society, inspirada en la Royal Society (Londres), se fundó en Filadelfia en 1743. Mientras se fundaban otras numerosas revistas y sociedades científicas, Alois Senefelder desarrolló el concepto de litografía para su uso en trabajos de impresión masiva en Alemania en 1796.

### sigloXIX

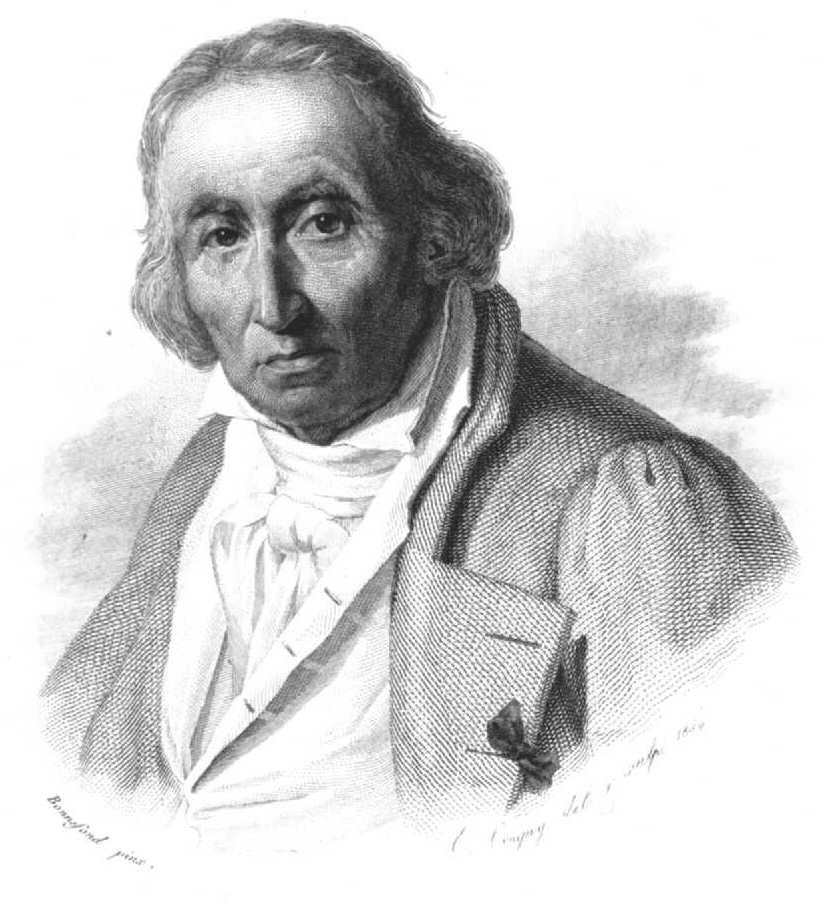
Joseph Marie Jacquard

En el siglo XIX surgieron los primeros indicios de la ciencia de la información como algo separado y distinto de otras ciencias y ciencias sociales, pero en conjunción con la comunicación y la computación. En 1801, Joseph Marie Jacquard inventó en Francia un sistema de tarjetas perforadas para controlar las operaciones del telar. Fue el primer uso del sistema de "almacenamiento de patrones en memoria". A medida que surgían las revistas de química a lo largo de las décadas de 1820 y 1830, Charles Babbage desarrolló su "máquina de diferencias", el primer paso hacia el ordenador moderno, en 1822 y su "máquina analítica" hacia 1834. En 1843 Richard Hoe desarrolló la prensa rotativa, y en 1844 Samuel Morse envió el primer mensaje telegráfico público. Para 1848 William F. Poole comienza el Índice de Literatura Periódica, el primer índice general de literatura periódica en Estados Unidos.
En 1854 George Boole publica Una investigación sobre las leyes del pensamiento..., que sienta las bases del álgebra booleana, que más tarde se utiliza en recuperación de información. En 1860 se celebró un congreso en la Karlsruhe Technische Hochschule para discutir la viabilidad de establecer una nomenclatura sistemática y racional para la química. El congreso no llegó a ningún resultado concluyente, pero varios participantes clave volvieron a casa con el esquema de Stanislao Cannizzaro (1858), que finalmente les convence de la validez de su esquema para calcular los pesos atómicos.
Hacia 1865, la Smithsonian Institution inició un catálogo de artículos científicos actuales, que se convirtió en el Catálogo Internacional de Artículos Científicos en 1902. Al año siguiente, la Royal Society comenzó a publicar su Catalogue of Papers en Londres. En 1868, Christopher Sholes, Carlos Glidden y S. W. Soule fabricaron la primera máquina de escribir práctica. En 1872, Lord Kelvin ideó un ordenador analógico para predecir las mareas, y en 1875 Frank Stephen Baldwin obtuvo la primera patente estadounidense para una máquina de calcular práctica que realiza cuatro funciones aritméticas. Alexander Graham Bell y Thomas Edison inventaron el teléfono y el fonógrafo en 1876 y 1877 respectivamente, y en Filadelfia se fundó la American Library Association. En 1879 el Index Medicus fue publicado por primera vez por la Biblioteca del Cirujano General del Ejército de Estados Unidos, con John Shaw Billings como bibliotecario, y más tarde la biblioteca publicó el Index Catalogue, que alcanzó reputación internacional como el catálogo más completo de literatura médica.

### Documentación europea
La disciplina de la ciencia de la documentación', que marca los primeros fundamentos teóricos de la moderna ciencia de la información, surgió a finales del siglo XIX en Europa junto con otros índices científicos cuya finalidad era organizar la literatura académica. Muchos historiadores de la ciencia de la información citan a Paul Otlet y Henri La Fontaine como los padres de la ciencia de la información con la fundación del Instituto Internacional de Bibliografía (IIB) en 1895. Tras la Segunda Guerra Mundial surgió una segunda generación de documentalistas europeos, entre los que destaca Suzanne Briet. Sin embargo, "ciencia de la información" como término no se utiliza popularmente en el mundo académico hasta algún momento de la última parte del siglo XX.
Los documentalistas hacían hincapié en la integración utilitaria de la tecnología y la técnica en pos de objetivos sociales concretos. Según Ronald Day, "como sistema organizado de técnicas y tecnologías, la documentación se entendió como un actor en el desarrollo histórico de la organización global en la modernidad -de hecho, un actor principal en la medida en que esa organización dependía de la organización y transmisión de la información" Otlet y Lafontaine (que ganó el Premio Nobel en 1913) no sólo previeron innovaciones técnicas posteriores, sino que también proyectaron una visión global de la información y las tecnologías de la información que habla directamente de las visiones de posguerra de una "sociedad de la información" global. Otlet y Lafontaine crearon numerosas organizaciones dedicadas a la normalización, la bibliografía, las asociaciones internacionales y, en consecuencia, la cooperación internacional. Estas organizaciones fueron fundamentales para garantizar la producción internacional en el comercio, la información, la comunicación y el desarrollo económico moderno, y más tarde encontraron su forma global en instituciones como la Sociedad de Naciones y las Naciones Unidas. Otlet diseñó la Clasificación Decimal Universal, basada en el sistema de clasificación decimal de Melville Dewey.
Aunque vivió décadas antes de que aparecieran los ordenadores y las redes, lo que discutió prefiguró lo que finalmente se convirtió en la World Wide Web. Su visión de una gran red de conocimiento se centraba en los documentos e incluía las nociones de hipervínculo, motores de búsqueda, acceso remoto y red social.
Otlet no sólo imaginó que todo el conocimiento del mundo debía estar interconectado y disponible a distancia para cualquiera, sino que también procedió a construir una colección estructurada de documentos. Esta colección incluía fichas y hojas de papel estandarizadas archivadas en armarios diseñados a medida según un índice jerárquico (que recogía información de todo el mundo procedente de diversas fuentes) y un servicio comercial de recuperación de información (que respondía a las peticiones escritas copiando la información pertinente de las fichas). Incluso se avisaba a los usuarios de este servicio si su consulta podía producir más de 50 resultados por búsqueda.
En 1937 la documentación ya se había institucionalizado formalmente, como demuestra la fundación del Instituto Americano de Documentación (ADI), más tarde denominado Sociedad Americana de Ciencia y Tecnología de la Información.

### Transición a la ciencia de la información moderna

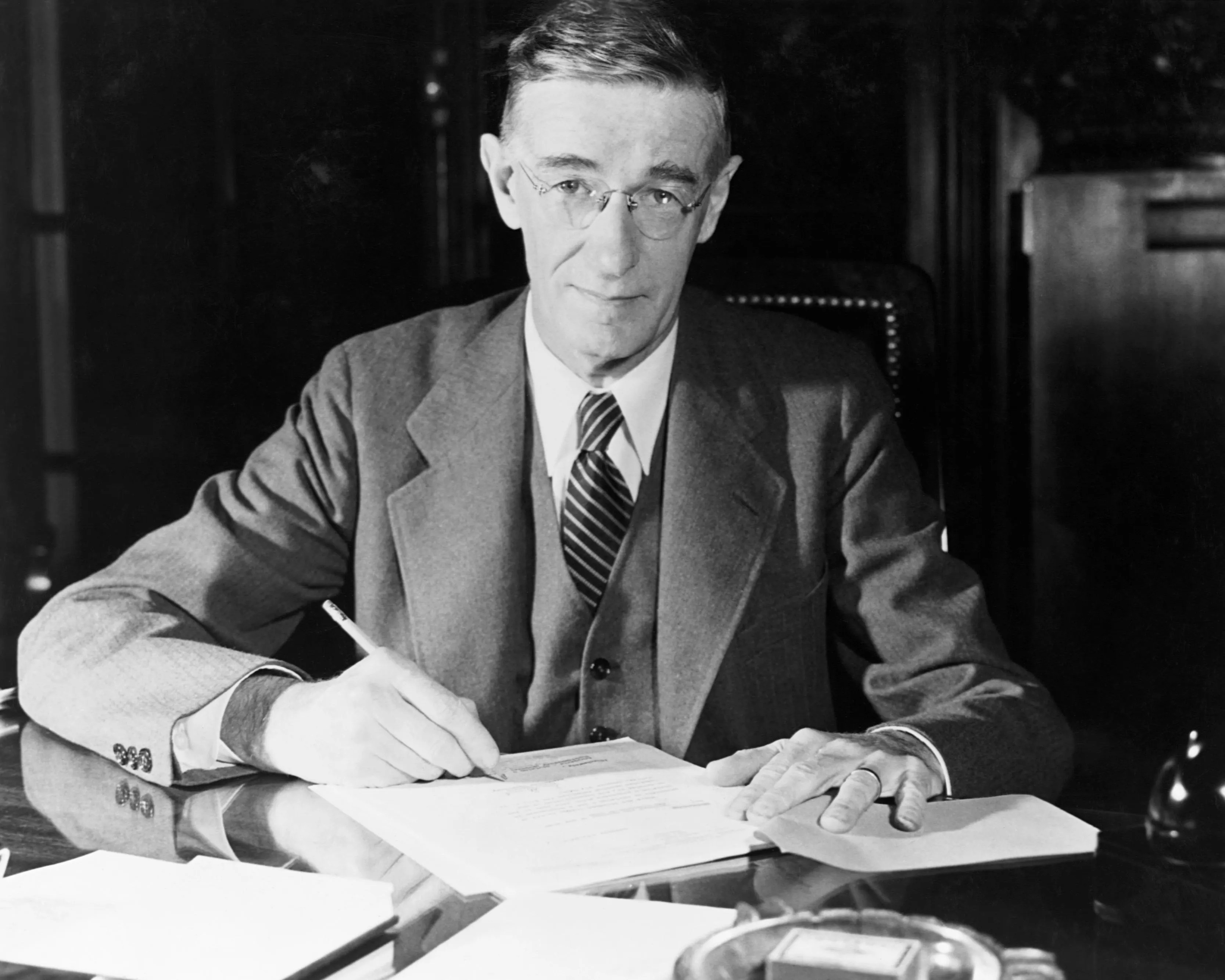
Vannevar Bush, famoso científico de la información, ca. 1940-1944

En la década de 1950 aumentó la conciencia del potencial de los dispositivos automáticos para la búsqueda bibliográfica y el almacenamiento y recuperación de información. A medida que estos conceptos crecían en magnitud y potencial, también lo hacía la variedad de intereses de las ciencias de la información. En las décadas de 1960 y 1970, se pasó del procesamiento por lotes a los modos en línea, de los ordenadores centrales a los miniordenadores y microordenadores. Además, las fronteras tradicionales entre disciplinas empezaron a desvanecerse y muchos estudiosos de las ciencias de la información se unieron a otros programas. Además, se hicieron multidisciplinares al incorporar disciplinas de ciencias, humanidades y ciencias sociales, así como otros programas profesionales, como derecho y medicina en su plan de estudios.
En la década de 1980, grandes bases de datos, como Grateful Med en la Biblioteca Nacional de Medicina de Estados Unidos, y servicios orientados al usuario como Dialog y Compuserve, fueron por primera vez accesibles para los particulares desde sus ordenadores personales. En los años 80 también surgieron numerosos grupos de interés especial para responder a los cambios. A finales de la década, existían grupos de interés especial relacionados con los medios de comunicación no impresos, las ciencias sociales, la energía y el medio ambiente, y los sistemas de información comunitarios. Hoy en día, la ciencia de la información examina en gran medida las bases técnicas, las consecuencias sociales y la comprensión teórica de las bases de datos en línea, el uso generalizado de bases de datos en el gobierno, la industria y la educación, y el desarrollo de Internet y la World Wide Web.